# پولسار آر اس ۲۰۰
باجاج پولسار آر اس ۲۰۰ (به انگلیسی: Bajaj Pulsar RS200) یک موتورسیکلت تک‌سیلندر هندی با قدرت ۲۴٫۱۶ اسب بخار محصول شرکت باجاج آتو و حاصل همکاری اش با شرکت KTM می‌باشد. این موتورسیکلت از سری پولسار باجاج است که از سال ۲۰۱۵ تا کنون تولید می‌شود. عبارت "RS" در واقع مخفف کلمهٔ "Race Sport" است که بیان‌گر کلاس این موتورسیکلت می‌باشد. این محصول بر اساس پلتفرم NS200 طراحی شده و انجین این محصول با NS200 که از سال ۲۰۱۲ معرفی شد، مشترک می‌باشد. این مدل موتورسیکلت به علت همکاری بلند مدت شرکت باجاج و کاوازاکی در برخی کشور ها با نام "کاوازاکی روسر" شناخته شده است.
پولسار آر اس ۲۰۰ همانند سایر موتورسیکلت‌های سری پولسار، یکی از محصولات محبوب شرکت باجاج در دسته موتورسیکلت‌های ورزشی است. این موتورسیکلت با طراحی ریس و مسابقه‌ای و هجومی خود، به عنوان یک انتخاب محبوب برای رانندگان جوان و علاقه‌مند به موتورسیکلت‌های ورزشی شناخته می‌شود.
آر اس۲۰۰ یک موتورسیکلت به سبک ریس است و به دلیل ظاهر خاص خودش شناخته شده و مورد استقبال جوانان قرار گرفته‌است. دارای موتور تک‌سیلندر، چهارزمانه، دارای سیستم جرقه زنی سه شمع و سیستم خنک‌کننده مایع (رادیاتور آب) است. دارای یک اگزوز کوچو کنار بدنه و دو کمک‌فنر تلسکوپی و یک کمک فنر گازی در عقب می‌باشد. زین این موتورسیکلت نسبت به ان‌اس ۲۰۰ پهن‌تر می‌باشد.  
از سری پولسار آر اس تنها نسخه‌ی ۲۰۰سی‌سی عرضه شده است؛ اما با توجه به عرضه‌ی مدل ۴۰۰سی‌سی NS، انتظار می‌رود در آینده نسخه‌ی ۴۰۰سی‌سی RS نیز توسط باجاج عرضه گردد.